# 御影浜町
御影浜町（みかげはままち）は、兵庫県神戸市東灘区の町名の一つであり、大阪湾に浮かぶ人工島 東部第二工区の西半部と対岸の御影石町（旧・石屋村域）に接続する埋立て地からなる。丁目の設定がない単独町名である。住居表示は未実施。全域が石油化学、酒造精米の工場が並ぶ工業地帯で、平成17年国勢調査（2005年10月1日現在）時点での定住人口はない。郵便番号：658-0043。
東部第二工区の埋め立ては昭和35年度（1960年）に開始された。灘区鶴甲山から70億円の工費をかけて1084万m3の土砂を高羽線の暗渠に設けたベルトコンベヤーで運び、88ヘクタールを埋立てて昭和43年度（1968年 - 1969年）に竣工した。
工事中の1965年（昭和40年）、公有水面の埋立地と御影町御影字浜西・浜中・弓場の各一部から御影浜町が成立した。
北は御影本町と御影大橋により結ばれ、人工島の東半分は住吉浜町、西は灘区灘浜東町（東部第一工区）と灘大橋によって結ばれている。
域内をハーバーハイウェイが通るが、灘大橋までは無料である。